# جوزيف إتش يونغ
جوزيف إتش يونغ (بالإنجليزية: Joseph H. Young) هو قاضي ومحامي أمريكي، ولد في 18 يوليو 1922 في هاجرستاون في الولايات المتحدة، وتوفي في 14 مارس 2015 في بالتيمور في الولايات المتحدة.